# سوزانا هافس
سوزانا هوفس (انگلیسی: Susanna Hoffs؛ زادهٔ ۱۷ ژانویهٔ ۱۹۵۹) یک موسیقی‌دان اهل ایالات متحده آمریکا و از پایه‌گذاران گروه بنگلز است. وی از سال ۱۹۸۱ میلادی تاکنون مشغول فعالیت بوده‌است.
از فیلم‌ها یا برنامه‌های تلویزیونی که وی در آن نقش داشته است می‌توان به تمام شب اشاره کرد.